# Anthelephila subfasciatus
Anthelephila subfasciatus es una especie de coleóptero de la familia Anthicidae.

## Distribución geográfica
Habita en el Congo.